# Dalea uniflora
Dalea uniflora là một loài thực vật có hoa trong họ Đậu. Loài này được (Barneby) G.L. Nesom miêu tả khoa học đầu tiên năm 1992.